# 內容農場
內容農場（英語：content farm）是指為了牟取廣告費等商業利益或出於控制舆论、帶風向等特殊目的，快速生產大量網路文章來吸引流量的網站，通常，其也利用搜索引擎来达到吸睛点击；农场文或灌水文则是此类网站制造的文章。
內容農場這類網站通常找不到作者、管理者、網站負責人，也不會主動管理產出的內容，對侵權或錯誤內容投訴的處理也很消極。其產出內容多半都是缺乏原創性且真實性無法保證的內容，且有極高比例是盜用、盜譯自他人的原創圖文，或由非專業寫手胡亂拼湊網路文章而來，因而多半缺乏可靠來源、品質低劣、不具參考價值、传播误导讯息、翻譯不正確，也經常摻雜大量廣告或惡意程式。

## 概述
部分內容農場由其他语言的內容農場或網誌文章翻譯而來，尤其是醫學類文章等，較著名的一例便是美国網誌Psychology Spot上一篇以《Did you know that intelligence is inherited from mothers?》（你知道智商的遺傳是來自於母親嗎？）為題的文章，而此文章發布後便隨即出現中文版本，也流傳到許多內容農場裡，然而諷刺的是，這篇文章被指內容不為所引用的論文支持，「智商基因」的說法也未得到任何醫師或遺傳學家的認可，此篇文章更曾引來台灣醫界人士的強烈質疑，與對其缺乏數據論證的批判。
有些內容農場的內容貢獻者每天生產數篇文章，得到的薪水便足以维持生活。以Demand Media為例，據報導該內容農場的內容貢獻者通常是受過教育的有小孩的婦女，在家工作賺取額外收入。某些被視為內容農場的網站含有大量的文章，而且估值數以百萬美元計。2009年每月發表一百萬篇文章，是英文維基百科的四倍；另一個網站在2010年5月被Yahoo!以9000萬美元收購。

## 特征
以下是內容農場的常見特徵：
- 大量剽竊：大量盜用他人原創內容，包括但不限于如下方式：[9]
  - 有些內容農場會從其他網站盜用圖文放入自己的網站，並移除原作者的名稱及文章來源，甚至宣告為自行創作或在圖片加上自己的浮水印。[10][11]
  - 台灣、香港、澳門的一些內容農場會以人工或自動化程式大量盜用中國大陸社群服務（如微信公眾號）的文章。由於這些网络社区较为封闭，其中很多文章也未曾出現在公開網路，即使用搜尋引擎搜尋關鍵詞也不易發現此種剽竊行為。[12]但是這些文章經常只做簡單的自動化簡轉繁處理，因此可看到大量中國大陸慣用語及簡體字轉繁體字的錯誤。
  - 內容農場會用自動化程式大量尋找國外網站的熱門文章，經簡單機器翻譯後張貼在自家網站。另一些則是由寫手在未經作者授權下翻譯（或夾帶改寫）國外熱門文章、圖片，且隱蔽來源，令讀者以為是原創。[13]
  - 亦有內容農場會大量盜用網路文章，搭配盜來的廉價圖片、音樂，拼湊成「農場影片」大量散播。[14][15][16]
- 二手轉載：大量從其他內容農場轉載文章。無論是否獲得另一家內容農場的授權，由於未獲原作者授權，因而仍屬侵權行為。[17]
- 垃圾內容：以人工或自動化程式堆砌大量關鍵詞，以達行銷目的。這些堆砌的內容多為罐頭文字且不通順、不連貫、與上下文無關。[18]例如Pixnet、Xuite、Udn等平台可看到大量的「假開箱文」部落格。[19]
- 劣質內容：不做內容管理[20]，任由非專業寫手挑選吸睛主題抄襲、改寫、拼湊、杜撰文章[21]，因而內容多無可靠來源且常有錯誤。
- 免洗網站：在不同網域建立大量網站複本，這些複本可能使用相似的標題或圖標，共用Google分析追蹤ID或Adsense發佈商ID，或者用相同的身分註冊網域[22]。網站本身多半缺乏文章列表、網站地圖、RSS、留言板等一般內容網站會提供的功能，也沒有「關於我們」、「聯絡我們」等頁面交代網站背景、營運有關的資訊、聯絡方法等，一旦被發現或被封鎖就立即拋棄。[23][24][25]
- 社群導流：大量僱用「導流者」在社群網站轉貼自產內容。[26][27]
- 誇大標題：使用誇大聳動的標題或吸睛的圖片引誘讀者點閱[28][29]，但與內容關聯性甚低，因而常被稱作「騙點閱」、「標題黨」。但由於讀者已逐漸對誇大標題反感，此種標題操作手法已逐漸減少[26]。
- 匿名作者：作者通常全為匿名或免洗網名（與作者的真實姓名或常用筆名、網名無關），也缺乏作者的個人資訊。[30]
- 廣告行銷：夾雜大量廣告或行銷內容，甚至有虛假宣傳。[31]
- 惡意程式：透過各種轉址機制把進入的使用者自動跳轉至釣魚、色情、賭博等網站，或以各種名義誘騙使用者下載惡意軟體。[32]比如有内地省领导告诉百度创始人李彦宏，搜自己的名字会搜到色情网站[33]。

## 批評
評論家批評內容農場提供的內容品質低劣，而且藉由生產品質普通，而非優質的文章來獲利。文章通常是人寫的而不是自動生成，但並非由專家撰寫。有些內容農場的作者也承認，對自己文章內容相關的領域所知有限。搜尋引擎將內容農場視為一個問題，因為使用者可能會被帶往較不相關而且品質較差的搜尋結果。這種文章品質縮水、快速的生產方式被拿來和速食產業還有汙染作比較：
|               | 資訊消費者最後得到的是較不相干、沒價值的資源。真正相關的資源的製造者得到較少的現金報酬（因為點閱率較低），而垃圾的製造者得到較多現金。有種方法可以形容這件事，那就是「汙染」。這些虛擬垃圾增加雜訊，汙染了網路世界。其他人為網路汙染付出了代價：搜尋引擎效果變差，使用者浪費寶貴的時間和注意力在垃圾網站上。誠實的出版者失去了收入，汙染者摧毀了網路世界。 |
| ——詹姆斯·荷勒 | |

內容農場也被指造成假新聞泛濫。一些新聞媒體未有適當查證便根據內容農場的失實文章發佈「新聞」，尤其是追求速度的「即時新聞」，只要有一個「較可信」的新聞媒體成功受騙，其他媒體就會誤以為該「新聞」可信而跟著報導，讓更多人誤信假新聞。
有人批評內容農場的成功模式吸引一些「較可信」媒體仿效，為了以低成本吸引點擊而變得「內容農場化」。

## 对內容農場的抵制

### 大型企業
Google曾多次調整演算法，以避免內容農場量產的劣質內容呈現在Google搜尋結果較前面的位置，例如2011年開始的Panda及2017年的Fred。Google於其《網站管理員指南》提到，自動產生的內容、沒有原創內容或極少原創內容的網頁、偽裝、幕後重新導向、隱藏式文字或連結、入口網頁、抄襲的內容、無法有效增值的聯盟計劃、含有無關的關鍵字的網頁、具惡意行為的網頁（如網路釣魚，或植入病毒、木馬程式或其他惡意程式）等行為，會調整演算法或人工介入降低搜尋排名。
Facebook於2016年下半年透過改變演算法大幅限制有關的垃圾內容傳播率，但因有大量「農場打手」在各專頁轉貼垃圾內容，一直禁之不絕。香港亦有網民在Facebook開設「抵制內容農場」專頁，希望可將「網絡垃圾」趕絕網絡。

### 相關工具

#### Personal Blocklist
2011年，Google在其開發的Chrome瀏覽器提供「Personal Blocklist」擴充功能，讓使用者自行加入網站名單，名單中的網站會從Google搜尋結果隱藏，同時會傳送到Google伺服器以改善搜尋引擎。此擴充功能於2018年因不知名原因下架，只剩網友重製的替代品。

#### 封鎖內容農場
2015年10月，香港網友Ben Lau發布了名為封鎖內容農場（Content Farm Blocker）的Google Chrome擴充功能，此程式設有內容農場黑名單，亦允許使用者自訂黑、白名單，當使用者進入黑名單中的網站，會顯示紫色畫面提示即將進入內容農場，使用者可選擇離開，或選擇「繼續」瀏覽原網頁（封鎖內容農場會暫停運作10分鐘）。有台灣網友於2017年製作Firefox版的封鎖內容農場。

#### 終結內容農場
台灣網友Danny Lin於2017年9月發布了支援Firefox及Chromium系瀏覽器的瀏覽器套件「終結內容農場」。終結內容農場是重新撰寫的程式，介面參考及改良自封鎖內容農場，並整合了多款類似軟體工具的功能，也加入了若干原創功能。其特色包括自動在網頁中標示連往內容農場的超連結，瀏覽去除廣告及程式碼的內容農場網站，訂閱網路黑名單，開放使用者檢舉內容農場且檢舉資訊亦全面開放等等。

#### uBlacklist
日本网友iorate於2018年6月发布了类似「Personal Blocklist」的浏览器插件，可以从Google、Bing、DuckDuck等搜尋引擎的搜索结果中隐藏列入黑名單的网站。可訂閱網路黑名單或透過雲端硬碟服務同步自訂黑名單。

#### 內容農場終結者
2019年，Hyperbola發布了名為內容農場終結者（The Content Farm Terminator!）的Google Chrome擴充功能，這個套件會使Google搜尋結果出現灰色的「終結內容農場」按鈕。按此按鈕能將網站加入名單，並且該條目的網站會從Google搜尋結果隱藏。

### 举报渠道
Google的搜索中心有「举报垃圾内容、钓鱼式攻击内容或恶意软件」的页面。